# Córdoba (ort i Colombia, Bolívar, lat 9,59, long -74,83)
Córdoba är en ort i Colombia.   Den ligger i departementet Bolívar, i den norra delen av landet, 600 km norr om huvudstaden Bogotá. Córdoba ligger 18 meter över havet och antalet invånare är 6 597. Den ligger vid sjön Ciénaga el Puyal.
Terrängen runt Córdoba är platt, och sluttar österut. Runt Córdoba är det ganska glesbefolkat, med 24 invånare per kvadratkilometer. Närmaste större samhälle är Zambrano, 17,9 km norr om Córdoba. Trakten runt Córdoba består huvudsakligen av våtmarker.